# Naxxar Lions
Der Naxxar Lions Football Club ist ein Fußballverein aus dem maltesischen Naxxar.

## Geschichte
Der 1920 gegründete Verein bestritt einige Spielzeiten im unterklassigen Ligabereich, ehe er 1946 erstmals in die höchste Spielklasse aufstieg. In der First Division war die Mannschaft jedoch chancenlos, blieb jedoch sportpolitisch erstklassig. 1949 stieg die Mannschaft letztlich ab, das Entscheidungsspiel um den letzten Tabellenplatz ging gegen den punktgleichen Rivalen FC St. George’s mit einer 1:4-Niederlage verloren.
Es folgten fast vier Jahrzehnte erneut im unterklassigen Bereich, ehe die Lions 1988 erneut aufstiegen. Erneut hielt sich der Klub drei Spielzeiten in der höchsten Liga, kehrte jedoch bereits 1994 erneut in die erste Liga zurück. Zwar spielte die Mannschaft regelmäßig gegen den Abstieg und platzierte sich stets unter letzten vier Klubs, hielt sich aber mittelfristig in der Liga. 2002 verpasste sie jedoch in der Abstiegsrunde den Klassenerhalt und spielte anschließend mehrere Jahre unterklassig. Dem Wiederaufstieg in die Premier League 2015 folgte der direkte Wiederabstieg.